# Верже, Жан-Луи
Жан-Луи́ Верже́ (фр. Jean-Louis Verger; 20 августа 1826 года, Нейи-сюр-Сен — 30 января 1857 года, Париж) — французский католический священник, не принявший догмат о непорочном зачатии Девы Марии и убивший парижского архиепископа Мари Доминика Огюста Сибура.

## Биография
Родился в благочестивой католической семье. Окончил семинарию Сен-Николя дю Шардоне и принял сан священника.
Был запрещён в служении в связи с невыполнением ряда требований к священническому сану, в частности, целибата.
3 января 1857 года во время службы парижского архиепископа Сибура в храме Сент-Этьен-дю-Мон, набросился на него с ножом. По некоторым свидетельствам, при этом он кричал: «Пора покончить с богинями!», выражая тем самым несогласие с принятым незадолго до этого догматом о непорочном зачатии Девы Марии. Архиепископ был убит на месте.
17 января 1857 года был приговорён к смертной казни. 30 января 1857 года обезглавлен на гильотине.
В письме к отцу за двенадцать дней до своего преступления он писал:

Я не верю в непорочное зачатие. Я проповедовал в воскресенье против этого нового изобретения… […] Я попросил епископа вернуть мне полностью свободу, освободить меня от каких-либо обязательств по сану священника. Он всё исполнил. Сегодня я хочу заключить выгодный брак. Пожалуйста, дайте мне ваше согласие…
— 